# Csepreghy Győző
Csepreghy Győző (Fogaras, 1918. április 3. – 2014.) Kossuth-díjas (1952) textilmérnök. A Textilipari Dolgozók Szakszervezetének alelnöke volt.

## Életpályája
Középiskolai tanulmányait Nagyszebenben végezte el, majd Bukarestben folytatta tanulmányait a textilipari főiskolán, ahol 1940-ben diplomázott. Ezután Szatmárnémetiben helyezkedett el az Erdélyi Textiliparnál. 1942-ben került Budapestre, a pestszentlőrinci Általános Fonóipari Rt.-hez, ahol üzemvezető, majd műszaki igazgató volt. 1949-ben a vállalat első igazgatója lett.1949–1952 között a Szegedi Textilművek első főmérnöke volt.
Innen került át a Goldberger Textilművek kelenföldi gyárába, ahol fonodavezető volt. Ezután a Szegedi Textilművekhez került termelési főmérnöknek; itt 1950-ben indult el a termelés. Róna Imre igazgató mellett dolgozott. 1952–1963 között a Kaposvári Fonodába helyezték át fonodavezetőnek. 1959–1960 között egy évig Egyiptomban dolgozott egy fésűsfonodában.
1963-ban kinevezték a Pamutfonóipari Vállalat igazgató-főmérnökévé.
Az 1970-es években egy vietnámi pamutfonoda technológiai terveit készítette el.
Az 1980-as évek végén a Coats Magyarország Kft. szakértője volt.

## Díjai
- Kossuth-díj (1952)
- Munka Érdemrend arany fokozata (1967)
- Munka Érdemrend arany fokozata (1975)